# Valerij Ivanovics Horoskovszkij
Valerij Ivanovics Horoskovszkij (ukrán betűkkel: Валерій Іванович Хорошковський; Kijev, 1969. január 1.) ukrán üzletember, vállalkozó, politikus. 2009–2012 között az Ukrán Biztonsági Szolgálat (SZBU) elnöke volt, 2012. január 18-tól Ukrajna pénzügyminisztere és első miniszterelnök-helyettes. A több ukrán TV-társaságban is érdekeltséggel bíró U.A. Inter Media Group cég tulajdonosa.
A kijevi 75. számú általános iskolában tanult. 1986-ban esztergályos-tanulóként kezdett el dolgozni a kijevi Arszenal gyárban. Később a kijevi állatkertben volt gépkocsivezető. 1987–1989 között sorkatonai szolgálatát teljesítette a Szovjet Hadseregben. A katonai szolgálat után beiratkozott a kijevi Tarasz Sevcsenko Egyetem jogi karára, ahol 1994-ben végzett.
1991-ben kezdett el vállalkozással foglalkozni. Kezdetben pénzügyi szolgáltatásokat végzett, az összeomlott szovjet pénzügyi rendszer romjain pénzátutalással és adósságbehajtással foglalkozott. 1994-ben alapította első cégeit, a Venda Ltd.-t, a Bovi és a Merx International cégeket. (Utóbbi Ukrajna legnagyobb bútorgyártója.)

## Politikai karrierje
1995-ben a Kijevi területen egy időközi választáson indult képviselőjelöltként, de nem jutott parlamenti mandátumhoz. Még abban az évben részt vett a Népi Demokrata Párt (NDP) megalapításában, majd 1996-ban bekerült a párt vezető testületébe is.
1997–1998 között Valerij Pusztovojtenko miniszterelnök tanácsadójaként tevékenykedett.
2000-ben a Pusztovojtenko vezette Oscsadbank (Takarékpénztár) felügyelőbizottságának tagja lett. Miután Pusztovojtenkót leváltották a bank éléről, Horoskovszkijnak is távoznia kellett a bank felügyelőbizottságából.
2013. február 1-jén az Inter Media csoport 100%-t eladta Dmitro Firtasnak. 2013-tól Monacóban él.
2014-ben megpróbált visszatérni az ukrajnai politikai életbe. A 2014-es ukrajnai parlamenti választáson az Erős Ukrajna (Szilna Ukrajina) párt listájának második helyén indult (a listavezető Szerhij Tyihipko pártelnök volt). A párt választási eredménye azonban nem érte el a bejutáshoz szükséges 5%-kot, így Horoskovszkij nem került be az Ukrán Legfelsőbb Tanácsba.